# SmugMug
SmugMug  es un servicio de alojamiento de imágenes pago, compartir imágenes, y plataforma de video en línea en la que los usuarios pueden cargar fotos y videos. La compañía también facilita la venta de medios digitales e impresos para fotógrafos aficionados y profesionales.
SmugMug ofrece cuatro niveles de cuenta diferentes, cada uno con un subconjunto diferente de características.

## Historia
SmugMug fue fundada por el padre e hijo Chris y Don MacAskill.
La compañía se inició sin fondos de capital de riesgo en el año 2002.
En 2010, se almacenaron dos petabytes de fotos en el servicio Amazon S3, servicio en la nube
El 20 de abril de 2018, SmugMug adquirió Flickr.